# Geneva Open 2021
Geneva Open 2021, oficiálně Gonet Geneva Open 2021, byl tenisový turnaj pořádaný jako součást mužského okruhu ATP Tour, který se odehrával v Tennis Clubu de Genève na otevřených antukových dvorcích. Probíhal mezi 16. až 22. květnem 2021 ve švýcarské Ženevě jako osmnáctý ročník turnaje. V sezóně 2020 se událost nekonala kvůli pandemii covidu-19.
Turnaj s rozpočtem 481 270 eur patřil do kategorie ATP Tour 250. Nejvýše nasazeným hráčem ve dvouhře se stal osmý tenista světa Roger Federer ze Švýcarska, jenž při svém ženevském debutu prohrál ve druhém kole. Jako poslední přímý účastník do hlavní singlové soutěže nastoupil 81. hráč žebříčku, Ital Salvatore Caruso.
Druhý singlový titul na okruhu ATP Tour vybojoval 22letý Nor a světová šestnáctka Casper Ruud. Čtyřhru ovládla australsko-novozélandská dvojice John Peers a Michael Venus, jejíž členové získali čtvrtou společnou trofej.

## Rozdělení bodů a finančních odměn

### Rozdělení bodů
| Soutěž  | vítězové | finalisté | semifinalisté | čtvrtfinalisté | 16 v kole | 32 v kole | Q  | Q2 | Q1 |
| ------- | -------- | --------- | ------------- | -------------- | --------- | --------- | -- | -- | -- |
| dvouhra | 250      | 150       | 90            | 45             | 20        | 0         | 12 | 6  | 0  |
| čtyřhra | 250      | 150       | 90            | 45             | 0         | —         | —  | —  | —  |

### Finanční odměny
| Soutěž                              | vítězové | finalisté | semifinalisté | čtvrtfinalisté | 16 v kole | 32 v kole | Q2      | Q1      |
| ----------------------------------- | -------- | --------- | ------------- | -------------- | --------- | --------- | ------- | ------- |
| dvouhra                             | 41 145 € | 29 500 €  | 21 000 €      | 14 000 €       | 9 000 €   | 5 415 €   | 2 645 € | 1 375 € |
| čtyřhra                             | 15 360 € | 11 000 €  | 7 250 €       | 4 710 €        | 2 760 €   | —         | —       | —       |
| částka ve čtyřhře je uvedena na pár |          |           |               |                |           |           |         |         |

## Mužská dvouhra

### Nasazení
| Stát                           | Hráč             | ATP | Nasazení |
| ------------------------------ | ---------------- | --- | -------- |
| Švýcarsko                      | Roger Federer    | 8.  | 1.       |
| Kanada                         | Denis Shapovalov | 14. | 2.       |
| Norsko                         | Casper Ruud      | 16. | 3.       |
| Bulharsko                      | Grigor Dimitrov  | 17. | 4.       |
| Chile                          | Cristian Garín   | 22. | 5.       |
| Itálie                         | Fabio Fognini    | 28. | 6.       |
| Francie                        | Benoît Paire     | 35. | 7.       |
| Francie                        | Adrian Mannarino | 36. | 8.       |
| Žebříček ATP k 10. květnu 2021 |                  |     |          |

### Jiné formy účasti
Následující hráči obdrželi divokou kartu do hlavní soutěže:
- Grigor Dimitrov
- Arthur Cazaux
- Dominic Stricker

Následující hráči postoupili z kvalifikace:
- Marco Cecchinato
- Pablo Cuevas
- Ilja Ivaška
- Henri Laaksonen

Následující hráč postoupil z kvalifikace jako tzv. šťastný poražený:
- Daniel Altmaier

### Odhlášení
před zahájením turnaje
- Alexandr Bublik → nahradil jej  Tennys Sandgren
- Borna Ćorić → nahradil jej  Feliciano López
- Alejandro Davidovich Fokina → nahradil jej  Thiago Monteiro
- Alex de Minaur → nahradil jej  Jordan Thompson
- Cristian Garín → nahradil jej  Daniel Altmaier
- Filip Krajinović → nahradil jej  Salvatore Caruso
- Jan-Lennard Struff → nahradil jej  Fernando Verdasco

### Skrečování
- Stefano Travaglia

## Mužská čtyřhra

### Nasazení
| Stát                                                                                    | Hráč          | Stát        | Hráč          | ATP | Nasazení |
| --------------------------------------------------------------------------------------- | ------------- | ----------- | ------------- | --- | -------- |
| Rakousko                                                                                | Oliver Marach | Chorvatsko  | Mate Pavić    | 31. | 1.       |
| Austrálie                                                                               | John Peers    | Nový Zéland | Michael Venus | 42. | 2.       |
| Jižní Afrika                                                                            | Raven Klaasen | Japonsko    | Ben McLachlan | 65. | 3.       |
| Indie                                                                                   | Rohan Bopanna | Chorvatsko  | Franko Škugor | 73. | 4.       |
| Žebříček ATP k 10. květnu 2021; číslo je součtem žebříčkového postavení obou členů páru |               |             |               |     |          |

### Jiné formy účasti
Následující páry obdržely divokou kartu do hlavní soutěže:
- Arthur Cazaux /  Li Chan-wen
- Marc-Andrea Hüsler /  Dominic Stricker

### Odhlášení
před zahájením turnaje
- Alex de Minaur /  Jordan Thompson → nahradili je  Nathaniel Lammons /  Jackson Withrow
- Wesley Koolhof /  Jean-Julien Rojer → nahradili je  Marin Čilić /  Andrej Golubjev
- Nicholas Monroe /  Reilly Opelka → nahradili je  Nicholas Monroe /  Benoît Paire
- Rajeev Ram /  Joe Salisbury → nahradili je  Pablo Cuevas /  Guido Pella

## Přehled finále

### Mužská dvouhra
- Casper Ruud vs.  Denis Shapovalov, 7–6(8–6), 6–4

### Mužská čtyřhra
- John Peers /  Michael Venus vs.  Simone Bolelli /  Máximo González, 6–2, 7–5